# Adirondack Thunder
Adirondack Thunder je profesionální americký klub ledního hokeje, který sídlí v Glens Falls ve státě New York. Do ECHL vstoupil v ročníku 2015/16 a hraje v Severní divizi v rámci Východní konference. Své domácí zápasy odehrává v hale Cool Insuring Arena s kapacitou 4 794 diváků. Klubové barvy jsou červená, černá, bílá a šedá. Klub působí jako druhý záložní tým klubu NHL New Jersey Devils.
V lednu 2015, American Hockey League oznámila pro sezónu 2015/16 v rámci nově založení Pacifické divize. Všechny kluby v Kalifornii se usadil do ECHL. V případě Adirondack Thunder, dřívější klub Adirondack Flames, který se museli stěhovat do Stockton Heat. Na oplátku byl Stockton Thunder přemístěn do Glens Falls, následně stěhován do Adirondack Thunder.

## Umístění v jednotlivých sezonách
Stručný přehled
Zdroj:
- 2015–2016: East Coast Hockey League (Východní divize)
- 2016– : East Coast Hockey League (Severní divize)

Jednotlivé ročníky
Zdroj:
Legenda: Z - zápasy, V - výhry, VP - výhry v prodloužení, R - remízy, P - porážky, PP - porážky v prodloužení, VG - vstřelené góly, OG - obdržené góly, +/- - rozdíl skóre, B - body, fialové podbarvení - reorganizace, změna skupiny či soutěže
| USA / Kanada (2015 – ) |                        |        |    |    |    |   |    |    |     |     |     |    |        |             |
| Sezóny                 | Liga                   | Úroveň | Z  | V  | VP | R | PP | P  | VG  | OG  | +/- | B  | Pozice | Play-off    |
| 2015/16                | ECHL (Východní divize) | 3      | 72 | 38 | –  | – | 6  | 28 | 197 | 189 | +8  | 82 | 2.     | Čtvrtfinále |
| 2016/17                | ECHL (Severní divize)  | 3      | 72 | 41 | –  | – | 11 | 20 | 266 | 218 | +48 | 93 | 1.     | Osmifinále  |
| 2017/18                | ECHL (Severní divize)  | 3      | 72 | 41 | –  | – | 7  | 24 | 233 | 221 | +12 | 89 | 1.     | Semifinále  |
| 2018/19                | ECHL (Severní divize)  | 3      | 72 |    |    |   |    |    |     |     |     |    |        |             |